# 1448
Évszázadok: 14. század – 15. század – 16. század
Évtizedek: 1390-es évek – 1400-as évek – 1410-es évek – 1420-as évek – 1430-as évek – 1440-es évek – 1450-es évek – 1460-as évek – 1470-es évek – 1480-as évek – 1490-es évek
Évek: 1443 – 1444 – 1445 – 1446 –  1447 – 1448 – 1449 – 1450 – 1451 – 1452 – 1453

## Események
- január 6. – III. Kristóf dán király meghal anélkül, hogy utódot hagyott volna maga után. Svédországban az Oxenstierna testvérek választott régensként kormányoznak.
- május – A budai országgyűlés elhatározza a török elleni hadjáratot.
- május 28. – A szentgotthárdi apátság anyaapáti jogát a stájer reini apátság kapja Trois Fontaines helyett.
- június 20. – A régensi időszak vége Svédországban Karl Knutsson Bonde-t VIII. Károly néven svéd királlyá választják.
- szeptember 12. – Hunyadi János serege átkel a Dunán és benyomul Szerbiába.
- szeptember 28. – I. Keresztély lesz Dánia királya.
- október 18. – A második rigómezei csata. A Hunyadi János vezette magyar sereg Dan havasalföldi serege és Brankovics György szerb despota árulása miatt vereséget szenved a török seregtől. Hunyadi Brankovics fogságába esik és csak súlyos váltságdíjért szabadul ki.
- V. Miklós pápa megalapítja a vatikáni könyvtárat.
- október – Vlad Tepes lesz Havasalföld fejedelme, de II. Vladislav két hónap után lemondatja és visszaszerzi a trónt.

## Születések
- november 7. – II. Alfonz nápolyi király († 1495).

## Halálozások
- január 6. – III. (bajor) Kristóf dán, norvég és svéd király (* 1418)
- október 31. – VIII. Ióannész bizánci császár (* 1391)